# Muang Houamuang
Muang Houamuang är ett distrikt i Laos.   Det ligger i provinsen Hua Phan, i den nordvästra delen av landet, 270 km nordost om huvudstaden Vientiane.